# Кафтанджиоглу, Умит
Умит Кафтанджиоглу (настоящее имя и фамилия — Гарип Татар) (тур. Ümit Kaftancıoğlu; 1935, Ханак, Ардахан-11 апреля 1980, Стамбул, Турция) — турецкий писатель
 и журналист.

## Биография
В 1957 году окончил сельский институт. В течение трёх лет работал учителем начальных классов. В 1961 году литературный факультет педагогического института в Балыкесире. Некоторое время преподавал турецкий язык.
Перешёл на работу в Турецкую телерадиокомпанию.
В 1970 году получил Гран-при TRT за свой рассказ «The Twist ». В 1972 году был отмечен первой премией за интервью.
Утром 11 апреля 1980 года, когда писатель вышел из дома на работу, подвергся нападению националистов, был серьёзно ранен пятью пулями, попавшими ему в спину и грудь, и скончался в больнице, куда его доставили. Задержанный убийца заявил, что убил Кафтанджиоглу за его «левые» взгляды, был приговорен Военным судом к пожизненному заключению; но приговор был отменён Военным кассационным судом, и преступник был освобождён после 4 лет заключения.
Его сын, доктор Али Наки Кафтанджиоглу, женат на политике Джанан Кафтанджиоглу.

## Избранные произведения
Рассказы
- Dönemeç (1972)
- Çarpana (1975)
- İstanbul Allak Bullak (1975)

Романы
- Yelatan (1972)
- Tüfekliler (1974)

Сборники
- Köroğlu Kolları (1974)

Детская проза
- Tek Atlı Tekin Olmaz (1973)
- Kekeme Tavşan
- Kan Kardeşim Dorutay
- Dört Boynuzlu Koç
- Çizmelerim Keçeden
- Salih Bey
- Çoban Geçmez

Другое
- Altın Ekin (1980)
- Hınzır Paşa (1980).